# Amarcord
Amarcord – włosko-francuska tragikomedia z 1973 roku w reżyserii Federico Felliniego. Zdjęcia powstały w Rimini i w Rzymie.
Film jest nostalgicznym portretem Rimini, rodzinnej miejscowości reżysera, w latach 30. XX wieku. Nie ma jednolitej fabuły, jest zbiorem luźnych epizodów. Obraz został nagrodzony Oscarem dla najlepszego filmu nieanglojęzycznego w 1975 roku.

## Obsada
- Pupella Maggio – Miranda Biondi, matka Titty
- Armando Brancia – Aurelio Biondi, ojciec Titty
- Magali Noël – Gradisca, fryzjerka
- Ciccio Ingrassia – Teo, wujek Titty
- Nando Orfei – Patacca, wujek Titty
- Luigi Rossi – prawnik
- Bruno Zanin – Titta Biondi
- Gianfilippo Carcano – Don Baravelli
- Josiane Tanzilli – Volpina

i inni